# Philipp Scheidemann
Philipp Scheidemann (Kassel, 26. srpnja 1865. – Kopenhagen, 29. studenog 1939.), je bio njemački socijaldemokratski političar, koji je 9. studenog 1918. proglasio Republiku, a 13. veljače 1919. je postao njezin 2. kancelar. 
Karijeru je započeo kao novinar, a 1903. je postao SPD-ov delegat u Reichstagu, da bi kasnije postao jedan od glavnih vođa stranke. Tijekom Prvog svjetskog rata, zajedno s Friedrichom Ebertom, bio je član većinske frakcije stranke, koja je nastavila glasovati za ratne zasluge, ali u isto vrijeme željela potpisivanje uvjetnog mira. Kada su socijaldemokrati prvi put ušli u kabinet kancelara Maximiliana Badenskog u listopadu 1918., Scheidemann je postao ministar bez portfelja.
Nakon abdikacije cara Vilima II. 9. studenog 1918., Maximilian Badenski je dao ostavku u korist Eberta. Iako je nova vlada namjeravala poduprijeti ustavnu monarhiju, najvjerojatnije s nekim Kaiserovim unukom na čelu države, Scheidemann je, zabrinut zbog moguće radničke revolucije u Berlinu, 9. studenog 1918. na balkonu Reichstaga proglasio republiku, a da se nije ni s kime konzultirao. Ta se odluka kasnije pokazala neopozivom. 
Scheidemann je nastavio služiti u privremenoj vladi koja je na vlasti bila sljedećih nekoliko mjeseci, a nakon sastanka Nacionalne skupštine u Weimaru u veljači 1919., Friedrich Ebert je postavljen za predsjednika, a Philipp Scheidemann za kancelara. Scheidemann je 20. lipnja 1919., zajedno s DDP-om (s kojim je SPD bio u koaliciji), dao ostavku i istupio iz vlade, nezadovoljan Versajskim ugovorom. Naslijedio ga je Gustav Bauer. Scheidemann nikad više nije sudjelovao u vladi, no ostao je aktivan u politici, služeći kao kasselski gradonačelnik  (1920. – 1925.) i ponovo kao zastupnik u Reichstagu, gdje je odao vojnu opoziciju Republici . Scheidemann je nakon dolaska nacista na vlast 1933. bio u izgnanstvu. Umro je 29. studenog 1939. u Kopenhagenu u Danskoj, nedugo nakon početka Drugog svjetskog rata. 